# Europarlamentari del Portogallo della V legislatura
Gli europarlamentari del Portogallo della V legislatura, eletti in occasione delle elezioni europee del 1999, furono i seguenti.

## Composizione storica
| Europarlamentare       | Lista                                                          | Gruppo  |
| ---------------------- | -------------------------------------------------------------- | ------- |
| Teresa Almeida Garrett | Partito Social Democratico                                     | PPE-DE  |
| António Campos         | Partito Socialista                                             | PSE     |
| Carlos Candal          | Partito Socialista                                             | PSE     |
| Maria Carrilho         | Partito Socialista                                             | PSE     |
| Paulo Casaca           | Partito Socialista                                             | PSE     |
| Carlos Coelho          | Partito Social Democratico                                     | PPE-DE  |
| Carlos Costa Neves     | Partito Social Democratico                                     | PPE-DE  |
| Arlindo Cunha          | Partito Social Democratico                                     | PPE-DE  |
| Elisa Maria Damião     | Partito Socialista                                             | PSE     |
| Ilda Figueiredo        | Coalizione Democratica Unitaria (Partito Comunista Portoghese) | GUE/NGL |
| Vasco Graça Moura      | Partito Social Democratico                                     | PPE-DE  |
| Carlos Lage            | Partito Socialista                                             | PSE     |
| Luís Marinho           | Partito Socialista                                             | PSE     |
| Sérgio Marques         | Partito Social Democratico                                     | PPE-DE  |
| Joaquim Miranda        | Coalizione Democratica Unitaria (Partito Comunista Portoghese) | GUE/NGL |
| Jorge Moreira Da Silva | Partito Social Democratico                                     | PPE-DE  |
| José Pacheco Pereira   | Partito Social Democratico                                     | PPE-DE  |
| Paulo Portas           | CDS - Partito Popolare                                         | UEN     |
| Luís Queiró            | CDS - Partito Popolare                                         | UEN     |
| Fernando Reis          | Partito Social Democratico                                     | PPE-DE  |
| António José Seguro    | Partito Socialista                                             | PSE     |
| Mário Soares           | Partito Socialista                                             | PSE     |
| Sérgio Sousa Pinto     | Partito Socialista                                             | PSE     |
| Helena Torres Marques  | Partito Socialista                                             | PSE     |
| Joaquim Vairinhos      | Partito Socialista                                             | PSE     |

## Modifiche intervenute

### Partito Socialista
- In data 03.07.2001 a António José Seguro subentra Manuel dos Santos.

### Partito Social Democratico
- In data 01.09.2000 a Fernando Reis subentra Regina Bastos.
- In data 17.04.2002 a Carlos Costa Neves subentra Joaquim Piscarreta.
- In data 15.10.2003 a Arlindo Cunha subentra João Gouveia[1].
- In data 16.10.2003 a Jorge Moreira Da Silva subentra Raquel Cardoso[1].

### Coalizione Democratica Unitaria
- In data 03.02.2004 a Joaquim Miranda subentra Sérgio Ribeiro (Partito Comunista Portoghese).

### CDS - Partito Popolare
- In data 17.11.1999 a Paulo Portas subentra José Ribeiro E Castro.